# Charlie Guest
Pour les articles homonymes, voir Guest.
Charlotte Mary « Charlie » Guest est une skieuse alpine britannique, née le 30 décembre 1993 à Perth en Écosse.

## Biographie
Elle a appris à skier en Écosse à l'âge de trois ans et progresse dans le système britannique par la suite.
Ses débuts officiels en compétition ont lieu en 2008 sur une course FIS.
Elle fait ses premiers pas en Coupe du monde en janvier 2013 à Flachau, en Autriche, pays où elle s'entraiîne. En novembre 2014, elle se blesse sérieusement à l'entraînement et se brise plusieurs vertèbres.
Aux Championnats du monde 2015, sa première grande compétition, elle est 43e du slalom géant et 32e du slalom.
Elle participe aux Jeux olympiques d'hiver de 2018, où elle est 33e du slalom et quart de finaliste au Team Event.
Elle est absente plusieurs mois après l'été 2018, mais revient à temps pour les Championnats du monde 2019, pour finir 24e du slalom.
En mars 2019, elle gagne sa première course de Coupe d'Europe, le slalom de Folgaria.
En décembre 2019, elle marque ses points dans la Coupe du monde à Saint-Moritz sur le slalom parallèle (29e).

## Palmarès

### Jeux olympiques
| Édition / Épreuve   | Slalom | Par équipes |
| ------------------- | ------ | ----------- |
| JO 2018 Pyeongchang | 33e    | 5e          |

### Championnats du monde
| Épreuve / Édition | Beaver Creek 2015 | Åre 2019 |
| ----------------- | ----------------- | -------- |
| Slalom géant      | 43e               |          |
| Slalom            | 32e               | 24e      |

### Coupe du monde
- Meilleur classement général : 124e en 2020.
- Meilleur résultat : 26e.

#### Classements détaillés
| Année/Classement | Général | Général | Descente | Descente | Slalom | Slalom | Slalom géant | Slalom géant | Super G | Super G | Combiné | Combiné | Parallèle | Parallèle |
| Année/Classement | Class.  | Points  | Class.   | Points   | Class. | Points | Class.       | Points       | Class.  | Points  | Class.  | Points  | Class.    | Points    |
| ---------------- | ------- | ------- | -------- | -------- | ------ | ------ | ------------ | ------------ | ------- | ------- | ------- | ------- | --------- | --------- |
| 2020             | 124e    | 2       | -        | -        | -      | -      | -            | -            | -       | -       | -       | -       | 45e       | 2         |

### Coupe d'Europe
- 2 podiums, dont 1 victoire en slalom.

Palmarès à l'issue de la saison 2018-2019.

### Championnats de Grande-Bretagne
- 4 titres[1] :
  - Titrée en slalom en 2014, 2016 et 2018.
  - Titrée en slalom géant en 2014.